# Maria Jabłońska
Maria Jabłońska (ur. 12 sierpnia 1955) – polska lekkoatletka, która specjalizowała się w rzucie oszczepem.

## Kariera
W 1973 roku zdobyła brązowy medal mistrzostw Europy juniorów. Reprezentantka Polski w meczach międzypaństwowych.
Medalistka mistrzostw Polski seniorów ma w dorobku siedem srebrnych (Bydgoszcz 1977, Łódź 1980, Zabrze 1981, Lublin 1982, Bydgoszcz 1985, Grudziądz 1986 oraz Poznań 1987)  i cztery brązowe medale (Warszawa 1978, Poznań 1979, Bydgoszcz 1983 oraz Lublin 1984).
Rekord życiowy: 58,56 (15 sierpnia 1982, Sopot).

## Osiągnięcia
| Rok  | Impreza                     | Miejsce  | Pozycja    | Wynik |
| ---- | --------------------------- | -------- | ---------- | ----- |
| 1973 | Mistrzostwa Europy juniorów | Duisburg | 3. miejsce | 50,44 |